# Peire Raimon de Tolosa
Peire Raimon de Tolosa (ou Toloza ; actif vers 1180-1220) est un troubadour issu de la classe marchande de Toulouse.

## Biographie
Peire Raimon de Tolosa (ou Toloza) est diversement désigné comme lo Viellz (« le Vieux ») et lo Gros (« le Gros »), bien que certains pensent que ces appellations pourraient désigner deux personnes différentes. D'un autre côté, lo Viellz pourrait indiquer qu'il faisait partie de la première génération de troubadours. Dix-huit poèmes de Peire Raimon ont survécu, dont une canso avec une mélodie.
Le nom de Peire Raimon (sous la forme Petrus Raimundus) apparaît dans deux documents de Toulouse, datés de 1182 et 1214. Selon sa vida, il devient jongleur et voyage à la cour d'Alphonse II d'Aragon, qui lui accorde de grands honneurs. La plus ancienne œuvre datable de Peire Raimon est un planh écrit à la mort d'Henri le Jeune Roi en 1183. Selon sa vida, Peire passe « un long moment » aux cours d'Alphonse, de Guillaume VIII de Montpellier, et d'un certain « Comte Raymond », ce qui pourrait se référer soit à Raymond V de Toulouse, soit, plus probablement, à Raymond VI,. Il passe également du temps en Italie (Lombardie et Piémont), aux cours de Thomas Ier de Savoie, Guglielmo Malaspina et Azzo VI d'Este. La fille d'Azzo, Béatrice, est la destinataire d'un des poèmes de Peire. Finalement, Peire s'installe avec une épouse à Pamiers et y meurt.

Peire est réputé comme chanteur et compositeur de cansos. Son œuvre se caractérise par des thèmes de la nature. Son style est hermétique (en). Il imite les troubadours Cadenet et Arnaut Daniel et est à son tour imité par Bertran de Born, notamment en ce qui concerne son utilisation d'images naturelles. Bertran va jusqu'à copier presque une strophe entière de Peire dans "No.m puesc sofrir d'una leu chanso faire". Dans "Us noels pessamens", Peire anticipe même le poète toscan Dante Alighieri. Peire se plaint d'une maîtresse qui l'a d'abord attiré pour ensuite manquer à sa promesse quand il dit :

Que qui non a vezat aver
gran be, plus leu pot sostener
afan que tal es rics e bos;
que.l maltrag l'es plus angoyssos,
quan li soven benanansa.

La seule mélodie survivante de Peire est florissante comme celle de Cadenet. Son style utilise un nombre inhabituellement élevé de grands intervalles, y compris des tritons. Le poème avec la mélodie est construit sur une métaphore innovante :

Atressi cum la candela
que si meteissa destrui
per far clartat ad autrui,
chant, on plus trac gren martire,
per plazer de l'autra gen.